# リファレンスポイント
リファレンスポイント（Reference Point、1984年2月26日 - 1991年12月）は、イギリスのサラブレッド競走馬・種牡馬。1986年8月から1987年10月までに10のレースに出場し、7勝した。1987年の3歳の時に、ヨーク競馬場のダンテステークス、ダービー、アスコット競馬場のキングジョージ6世&クイーンエリザベスダイヤモンドステークス、グレートヴォルティジュールステークス、セントレジャーステークスに勝利した。2012年のキャメロットまで、ダービーの勝利馬がセントレジャーに出場しなかった。シーズン最終戦であった凱旋門賞には敗れた。

## 現役時代

### デビュー前
イギリスのバークシャー州クリーブデンスタッドにて生まれる。生産はルイス・フリードマン。 父ミルリーフは1971年のエプソムダービー優勝馬で、1978年と1987年に英愛リーディングサイアーとなった。母ホームオンザレンジは1981年のサンチャリオットステークス優勝馬である。

### 2歳時(1986年)
リファレンスポイントは2歳時に３回レースに出走した。8月30日にサンダウンパーク競馬場で行われたハートオブバラエティSでデビューし、１番人気に推されるも3着。9月23日同コース同距離で行われたドーキングSでは2着に8馬身差をつける初勝利をあげた。10月にはドンカスター競馬場で行われたG1ウィリアムヒルフューチャリティSに出走。同厩のスハイリーの２番人気だったが、2着ベンガルファイアに５馬身差で逃げ切りG１初勝利。この勝利により同年の欧州調教2歳馬として最高の評価を受けた。

### 3歳時(1987年)
1987年3月、副鼻腔に感染症を患い手術を受ける。これにより英2000ギニーへの出走は断念した。 5月にヨーク競馬場で行われたダンテSで復帰。スタートから逃げを打ち、2着アスコットナイトに1馬身差で勝利した。
エプソムダービーでは19頭中2.5倍の１番人気に推される。スタートから先頭に立つと2着モストウェルカムに1馬身差をつけ逃げ切り勝ちを収めた。 勝ちタイム2分33秒9は1936年にマームードが記録した2分33秒8に次ぐ好タイムであった。
次走はエクリプスステークスで古馬と初対戦となった。ペースメーカー役のメディアスターゲストを抑え猛然と逃げを打つも、ムトトに4分の3馬身差され2着に終わる。  3週間後、キングジョージ6世&クイーンエリザベスステークスに2.1倍の1番人気で出走。またも逃げを打つと残り2ハロンで後続を突き放し、2着セレスティアルストームに3馬身差で優勝した。
その後は9月の英セントレジャーを経て、10月の凱旋門賞に向かう計画が立てられた。ステップレースとして8月のグレートヴォルティジュールステークスに出走。単勝1.07倍の1番人気に答え勝利するも、濡れた馬場で脚を滑らせ軽傷を負った。 9月のセントレジャーSは6頭立ての１番人気で出走し、2着マウンテンキングダムに1馬身半差をつけ勝利。これで本馬の獲得賞金総額は77万4275ポンドとなり、英国のみで走った馬の獲得賞金総額史上１位となった。10月の凱旋門賞も1番人気で出走。例によってスタートから先頭に立つも、直線で後続に飲まれトランポリノの8着と惨敗。レース後の検査で左前脚の蹄に腫瘍ができている事が判明し、この年限りで引退し種牡馬入りした。

## 評価
本馬はタイムフォーム・レーティングで139の評価を与えられた。これは当時11番目に高い評価であり、ニジンスキー、アレッジド、トロイの評価を上回るものだった。 ジョン・ランドールとトニー・モリスは著書「チャンピオンの世紀」の中で本馬を20世紀で36番目に優れた英国馬であり、80年代ではシャーガーに次いで優れたダービー勝ち馬と評価した。
BBCのスポーツ特派員リー・マッケンジーは、近年のダービー優勝馬の「ベスト6」の1頭として本馬を評価し 、本馬の「職人的な」レーススタイルが、時々本馬の評価されない原因になっていると語った。
英競馬協会により1987年の英国年度代表馬に選出された。

## 種牡馬時代
引退後は英国ダルハムホールスタッドで種牡馬入りしたが、1991年12月に事故で脚を骨折し死亡した。種牡馬成績は芳しくなく、残した4世代の産駒でG１を勝利したのはイヴィアンナ(イタリアオークス優勝)１頭であった。

## 血統表
| レファレンスポイントの血統     | レファレンスポイントの血統  | レファレンスポイントの血統 | （血統表の出典）    | （血統表の出典） |
| 父 ミルリーフ (USA) 1968       | 父の父Never Bend (USA) 1960 | Nasrullah                  | Nearco              | Nearco           |
| 父 ミルリーフ (USA) 1968       | 父の父Never Bend (USA) 1960 | Nasrullah                  | Mumtaz Begum        |                  |
| 父 ミルリーフ (USA) 1968       | 父の父Never Bend (USA) 1960 | Lalun                      | Djeddah             | Djeddah          |
| 父 ミルリーフ (USA) 1968       | 父の父Never Bend (USA) 1960 | Lalun                      | Be Faithful         |                  |
| 父 ミルリーフ (USA) 1968       | 父の母Milan Mill (USA) 1962 | Princequillo               | Prince Rose         | Prince Rose      |
| 父 ミルリーフ (USA) 1968       | 父の母Milan Mill (USA) 1962 | Princequillo               | Cosquilla           |                  |
| 父 ミルリーフ (USA) 1968       | 父の母Milan Mill (USA) 1962 | Virginia Water             | Count Fleet         | Count Fleet      |
| 父 ミルリーフ (USA) 1968       | 父の母Milan Mill (USA) 1962 | Virginia Water             | Red Ray             |                  |
| 母 Home on the Range (GB) 1978 | 母の父Habitat (USA) 1966    | Sir Gaylord                | Turn-To             | Turn-To          |
| 母 Home on the Range (GB) 1978 | 母の父Habitat (USA) 1966    | Sir Gaylord                | Somethingroyal      |                  |
| 母 Home on the Range (GB) 1978 | 母の父Habitat (USA) 1966    | Little Hut                 | Occupy              | Occupy           |
| 母 Home on the Range (GB) 1978 | 母の父Habitat (USA) 1966    | Little Hut                 | Savage Beauty       |                  |
| 母 Home on the Range (GB) 1978 | 母の母Great Guns (GB) 1971  | Busted                     | Crepello            | Crepello         |
| 母 Home on the Range (GB) 1978 | 母の母Great Guns (GB) 1971  | Busted                     | Sans le Sou         |                  |
| 母 Home on the Range (GB) 1978 | 母の母Great Guns (GB) 1971  | Byblis                     | Grey Sovereign      | Grey Sovereign   |
| 母 Home on the Range (GB) 1978 | 母の母Great Guns (GB) 1971  | Byblis                     | Niobe (Family:10-d) |                  |